# 음빈다
음빈다(프랑스어: Mbinda)는 콩고 공화국 서부에 위치한 니아리주의 도시로, 가봉 국경과 가까운 지점에 위치한다. 브라자빌을 연결하는 철도의 종점이자 교통의 중심지이다.